# Гонсалес Торо, Эмилиано
Эмилиано Гонсалес Торо (фр. Emiliano Gonzalez Toro) — швейцарский оперный певец, тенор.

## Биография
Родился в Женеве, родители — чилийцы. Первые выступления на сцене женевского Большого театра состоялись в составе детского хора Les Pueri, участником которого он был. Учился игре на гобое в консерваториях Женевы и Лозанны, завершил обучение с отличием. По окончании курса решил полностью посвятить себя оперному пению. Занимался с Маргой Лискутин в Женеве, Энтони Рольф-Джонсоном в Лондоне, Рубеном Аморетти в Невшателе и с Кристианой Штуцман в Нанси.
Как певец дебютировал с Ensemble Vocal de Lausanne под руководством Мишеля Корбоза. Приглашался для участия в фестивалях классической музыки: в Ла Шез-Дьё, Нуарлаке, Боне, Утрехте, Амброне, Гранаде, «Безумный день» в Нанте, Лиссабоне.
Сотрудничает с такими дирижёрами, как Мишель Корбоз, Уильям Кристи, Лоран Же, Лоран Жендр, Марк Минковски, Кристина Плюар, Рене Якобс, Филипп Херревеге, Кристоф Руссе, Рафаэль Пишон и другими.

## Оперные партии
- Клаудио Монтеверди: Арнальта, «Коронация Поппеи»; Иро, «Возвращение Улисса на родину»;
- Жан-Батист Люлли: Фаэтон, «Фаэтон»;
- Жан Филипп Рамо: Платея «Платея»; Тисифона, «Ипполит и Арисия»;
- Георг Фридрих Гендель: Оронт, «Альцина»;
- Джузеппе Верди: Гастон, «Травиата»;
- Жорж Бизе: Ремендадо, «Кармен»;
- Рихард Штраус: Первый Еврей, «Саломея»;
- Жак Оффенбах: «Перикола»